# Вардха (округ)
Вардха (маратхи वर्धा जिल्हा; англ. Wardha) — округ в индийском штате Махараштра. Образован 1 мая 1960 года. Административный центр — город Вардха. Площадь округа — 6309 км². По данным всеиндийской переписи 2001 года население округа составляло 1 236 736 человек. Уровень грамотности взрослого населения составлял 80,1 %, что выше среднеиндийского уровня (59,5 %). Доля городского населения составляла 26,3 %.